# 達沙布韋
達沙布韋（INN：dasabuvir）以Exviera等品牌於市面銷售，是一種用於治療C型肝炎的抗病毒藥物。它通常與專門針對C型肝炎病毒 (HCV) 基因型1的組合藥物歐必妥韋/帕瑞塔帕韋/利托那韋一起使用。也可另外再加入藥物利巴韋林用以治療。這類組合可治癒90%以上的患者。此藥物是透過口服方式攝取。
使用後常見的副作用有睡眠困難、噁心、發癢和感覺疲倦。不建議用於有肝衰竭的患者，但有腎病變的患者使用似乎無礙。雖然沒證據顯示個體於懷孕期間使用會對胎兒造成傷害，但對此尚無充分的研究。它不應與含炔雌醇的避孕藥一起使用。達沙布韋屬於HCV NS5B聚合酶抑制劑類藥物。
達沙布韋於2014年獲得美國食品藥物管理局 (FDA) 核准用於醫療用途（僅能與歐必妥韋/帕瑞塔帕韋/利托那韋聯合使用）。它於2015年被列入世界衛生組織基本藥物標準清單。但截至當年，世界仍有許多地區難以取得這類藥物。

## 醫療用途
達沙布韋用於治療慢性C型肝炎感染。包括下列病毒（HCV）亞型：基因型1a、基因型1b、未知亞型的基因型1、以及無肝硬化或發生代償性肝硬化的基因1型混合感染。
歐盟僅將達沙布韋 (商品名Exviera) 與歐必妥韋/帕瑞塔帕韋/利托那韋（商品名Viekirax）聯合使用，以治療基因型1a和1b的C型肝炎病毒感染。一些服用達沙布韋的患者除使用歐必妥韋/帕瑞塔帕韋/利托那韋之外，還接受另一種抗病毒藥物利巴韋林的治療。
在美國，達沙布韋與歐必妥韋/帕瑞塔帕韋/利托那韋共同包裝(合稱Viekira Pak) ，此組合適用於治療患有慢性C型肝炎病毒基因型1b，而無肝硬化或發生代償性肝硬化的成人患者。也有使用前述共同包裝，再加上利巴韋林聯合使用，用於治療患有慢性C型肝炎病毒基因型1a，無肝硬化或發生代償性肝硬化的成人患者。

## 用藥禁忌
如果個體有下述狀況就該停用達沙布韋：
- 對片劑中任何成分發生過敏。[4]
- 正使用任何含有炔雌醇避孕藥（通常存於複方口服避孕藥或陰道環中）。[4]
- 正使用強或中度酵素誘導劑藥物，如卡馬西平、苯妥英、苯巴比妥、依法韋侖、奈韋拉平、依曲韋林、米托坦（英语：mitotane）、利福平、恩雜魯胺（英语：enzalutamide）和草藥貫葉連翹。[4]
- 正使用強效抑制CYP2C8（英语：CYP2C8）藥物（吉非羅齊）。[4]
- 正使用會抑制歐必妥韋/帕瑞塔帕韋/利托那韋其中任何一種的藥物（當達沙布韋與這三種藥物聯合使用時）。[4]

FDA於2015年10月要求製造商在藥品標籤上加註警告，敘明使用C型肝炎治療藥物Viekira Pak和Technivie有可能對患有潛在晚期肝病的患者造成嚴重肝損傷風險。

## 不良影響
FDA批准將達沙布韋與歐必妥韋/帕瑞塔帕韋/利托那韋組合（Viekira Pak）聯合使用，可能會引起幾種不良反應。在不加入利巴韋林的情況下使用時，有超過5%的使用者會出現噁心、嚴重發癢和失眠。較少見的是有1%的患者的肝臟酵素（例如AST和ALT）會升高至正常上限的五倍以上，而通常並無症狀出現。然而值得注意的是服用炔雌醇的女性發生這種副作用的風險會增加 (25%)。
達沙布韋可能會導致同時感染B型肝炎病毒和C型肝炎病毒患者的B型肝炎重新活化。歐洲藥品管理局建議在開始使用達沙布韋治療之前對患者進行B型肝炎篩檢，以盡量減少B型肝炎再活化的風險。

## 作用機轉
達沙布韋透過抑制HCV NS5B聚合酶的作用來發揮作用，有效終止病毒RNA聚合，並停止病毒基因組複製。HCV NS5B聚合酶作用遭阻斷後，病毒無法再繁殖和感染新細胞。

## 歷史
FDA於2014年12月19日批准將達沙布韋與歐必妥韋/帕瑞塔帕韋/利托那韋的聯合治療方案，用於治療成人基因第1型慢性丙型肝炎感染，包括已發生代償性肝硬化患者。

## 管理與儲存
患者在每天早上服用歐必妥韋/帕瑞塔帕韋/利托那韋複方劑兩片，每天早上和晚上各隨餐服用達沙布韋片劑一次。
組合包裝可供一個月使用（療程28天）。

## 外部連結
- . Drug Information Portal. U.S. National Library of Medicine.   [2024-04-02]. （原始内容存档于2021-06-19）.